# Платанія
Платанія (італ. Platania, сиц. Petrania) — муніципалітет в Італії, у регіоні Калабрія, провінція Катандзаро.
Платанія розташована на відстані близько 460 км на південний схід від Рима, 27 км на північний захід від Катандзаро.
Населення — 2188 осіб (2014).
Щорічний фестиваль відбувається 29 вересня. Покровитель — святий Архангел Михаїл.

## Демографія
Населення за роками:

Станом на 1 січня 2023 року в муніципалітеті офіційно проживало 37 іноземців з 9 країн, серед них 12 громадян країн Євросоюзу та 8 громадян України.

## Сусідні муніципалітети
- Конфленті
- Деколлатура
- Ламеція-Терме
- Серрастретта